# Anne Samplonius
Anne Samplonius (Mont-real, 11 de febrer de 1969) va ser una ciclista canadenca especialista en les proves contrarellotge. Del seu palmarès destaca la medalla de plata al Campionat del Món d'aquesta especialitat el 1994 per darrere de Karen Kurreck.

## Palmarès
- 1994
  - Vencedora d'una etapa al Tour ciclista femení
- 1995
  - Vencedora d'una etapa Fitchburg Longsjo Classic
- 1996
  - Vencedora d'una etapa a la Women's Challenge
- 1997
  - Vencedora d'una etapa al Tour de Bretanya
- 2002
  - Vencedora d'una etapa al San Dimas Stage Race
- 2006
  - Vencedora d'una etapa al Tour de Gila
  - Vencedora d'una etapa al Bisbee Tour
  - Vencedora d'una etapa al Tour de l'Ardecha
- 2007
  - Medalla d'or als Jocs Panamericans en contrarellotge
  -  Campiona del Canadà en contrarellotge
  - Vencedora d'una etapa al San Dimas Stage Race
- 2008
  -  Campiona del Canadà en contrarellotge
  - 1a a la Ronde van Gelderland
  - 1a al Tour de Leelanau
- 2010
  - 1a a la Chrono champenois
- 2011
  - Vencedora d'una etapa a la Cascade Cycling Classic